# Живородящие аквариумные рыбки
Если брать классификацию живородящих аквариумных рыбок, то следует заметить, что они находятся в разных отрядах. За основу взята классификация Б.Посекерта (Германия), в которой описаны пресноводные аквариумные живородящие рыбки. Не все рыбки в отрядах или родах относятся к живородящим. Не все живородящие рыбки попали в таблицу, так как многих нельзя содержать в аквариуме или они морские (например, живородящие акулы).
Отряд Cyprinodontiformes, в который входят следующие семейства:
Семейство Anablepinae («Четырехглазые» рыбы), к которым относится всего 4 вида.
Семейство Goodeidae (Гудеевы), к которому относятся 16 родов, и 33 вида:
вид Ameca
Среди живородящих аквариумных рыб выделяют рыбы семейства Пецилиевые (лат. Poeciliidae).
Семейство Poeciliinae 26 родов, 186 видов живородящих рыбок:
- Гуппи (Poecilia reticulata)
- Меченосец (Xiphophorus)
- Пецилия (Poecilia)
- Брахирафис (Brachyrhaphis)
- Неогетерандрия (Neoheterandria)
- Альфаро бирюзовый (Alfaro cultratus)
- Белонезокс (Belonesox)
- Квинтана Атризона (Quintana atrizona)
- Харакодон (Characodon)
- Скиффия (Skiffia bilineata)
- Ксенофаллус (Xenophallus)
- Полурыл (Nomorhamphus)
- Дермогенис (Dermogenys)
- Лимия (Limia)
- Гирардинус (Girardinus)
- Ксенотока (Xenotoca)
- Гетерандрия (Heterandria)
- Приапелла (Priapella intermedia)
- Quintana
- Scolichthys
- Tomeurus
- Xenodexia
- Xenophallus

Отряд Beloniformes (Щукообразные)
 
  Семейство Hemirhamphidae - 3 рода 20 видов живородящих рыбок
1. 1 2  Живородящие рыбки, живородящие аквариумные рыбки | Купить аквариум. Изготовление. Оформление. Обслуживание. Дата обращения: 30 июля 2013. Архивировано 26 сентября 2013 года.

.